# Daniel Carvalho

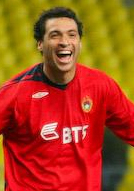
Daniel Carvalho

Daniel Da Silva Carvalho (Pelotas, 1 maart 1983), kortweg Daniel Carvalho is een Braziliaans voetballer.

## Clubvoetbal
De aanvallende middenvelder begon als profvoetballer bij SC Internacional (2001-2003). Sinds 2004 speelt Daniel Carvalho voor CSKA Moskou. Bij de Russische club won de Braziliaan in 2005 de UEFA Cup. In de finale werd Sporting Lissabon met 3-1 verslagen. Hoewel niet doeltreffend was Daniel Carvalho de gevierde man bij CSKA Moskou met drie assists. Nadat Sporting op voorsprong was gekomen, maakte Aleksei Berezoutski uit een vrije trap van Daniel Carvalho de 1-1. Daarna bereidde de Braziliaanse middenvelder ook de doelpunten van Yuri Zhirkov en Vágner Love voor. Anderhalve week na de UEFA Cup won CSKA Moskou ook de Russische beker. In 2008 wordt hij tot aan de winterstop uitgeleend aan SC Internacional. Begin 2010 volgde een korte uitleenbeurt aan het Qatarese Al-Arabi SC. In mei van dat jaar verliet hij CSKA definitief en keerde terug naar zijn geboorteland. Carvalho tekende er bij Atlético Mineiro. In januari 2012 werd hij uitgeleend aan SE Palmeiras. Sinds 2013 speelt hij bij Criciúma Esporte Clube.

## Nationaal elftal
Carvalho debuteerde op 16 augustus 2006 in het Braziliaans nationaal elftal in een oefenwedstrijd tegen Noorwegen (1-1). De middenvelder scoorde in zijn eerste interland direct de enige treffer voor zijn land.